# Мартин Крейни
Мартин Крейни (на английски: Martin Cranie) е английски професионален футболист, играещ за Ковънтри Сити, като неговата позиция е централен или десен защитник.
Преминава през множество отбори преди да подпише с Ковънтри Сити на 13 август 2009 г. за необявена сума от Портсмут.